# Геннеп
Геннеп (нидерл. Gennep, лимб. Gennep) — община и город в нидерландской провинции Лимбург. Расположена в северной части провинции, в месте слияния рек Маас и Нирс. Площадь составляет 50,40 км². Население по данным на январь 2007 года — 16 865 человек. Плотность населения — 351 чел/км².
Населённые пункты, расположенные на территории общины: Aaldonk, Dam, De Looi, Diekendaal, Heijen, Hekkens, Milsbeek, Ottersum, Smele, Ven-Zelderheide и Zelder.

## Города-побратимы
- Гелница, Словакия